# Rackheath
Rackheath är en ort och civil parish i Storbritannien.   Den ligger i grevskapet Norfolk och riksdelen England, i den sydöstra delen av landet, 160 km nordost om huvudstaden London. Rackheath ligger 27 meter över havet och antalet invånare är 1 551.
Terrängen runt Rackheath är platt. Runt Rackheath är det ganska tätbefolkat, med 222 invånare per kvadratkilometer. Närmaste större samhälle är Norwich, 7,5 km sydväst om Rackheath. Trakten runt Rackheath består till största delen av jordbruksmark.